# Dolno Kolitchani
Dolno Kolitchani (en macédonien Долно Количани, en albanais Koliçani i Poshtëm) est un village du nord de la Macédoine du Nord, situé dans la municipalité de Stoudenitchani. Le village comptait 1 510 habitants en 2002. Il est majoritairement turc.

## Démographie
Lors du recensement de 2002, le village comptait :
- Turcs : 1 507
- Albanais : 1
- Macédoniens : 1
- Autres : 1